# イリド

ウィッティヒ試薬の共鳴式。ホスホラン（左）とイリド（右）で共鳴している。

イリド (ylide) は、正電荷を持つヘテロ原子と、負電荷を持つ原子（一般に炭素）が、共有結合で隣接した構造をもつ化合物の総称である。語源は共有結合を表す接尾語 -yl とアニオンを表す尾語 -ide に由来する。

## 製法
一般製法としてはオニウム塩（アンモニウム塩、ホスホニウム塩、スルホニウム塩等）のα炭素の置換水素基を、ブチルリチウム等の強塩基で引き抜いて発生させるが、後述のように他の方法でも発生することもできる。オニウム種が硫黄であれば硫黄イリド、リンであればリンイリドなどとも呼ぶことがある。

## リンイリド
最もよく用いられるイリドはホスホニウムイリド (phosphonium ylides) であり、カルボニル化合物 (C=O) から C=C 二重結合を生成するウィッティヒ反応 (Wittig reaction) で利用される。
ウィティッヒ試薬の正電荷はリン原子上に存在し、リンに隣接した炭素上に負電荷が存在する。負電荷を持つ炭素原子に電子求引基が結合していると、その作用によってイリドは安定化される。これを安定イリド (stabilized ylides) と呼ぶ。逆にこうした負電荷を安定化させうる置換基を持たないイリドは不安定イリド (non-stabilized ylides) と呼ばれる。不安定イリドは反応性が高いためアルデヒドおよびケトンと速やかに反応するのに対して、安定イリドはアルデヒドのみと反応し、場合によっては加熱などが必要になる。

## 硫黄イリド

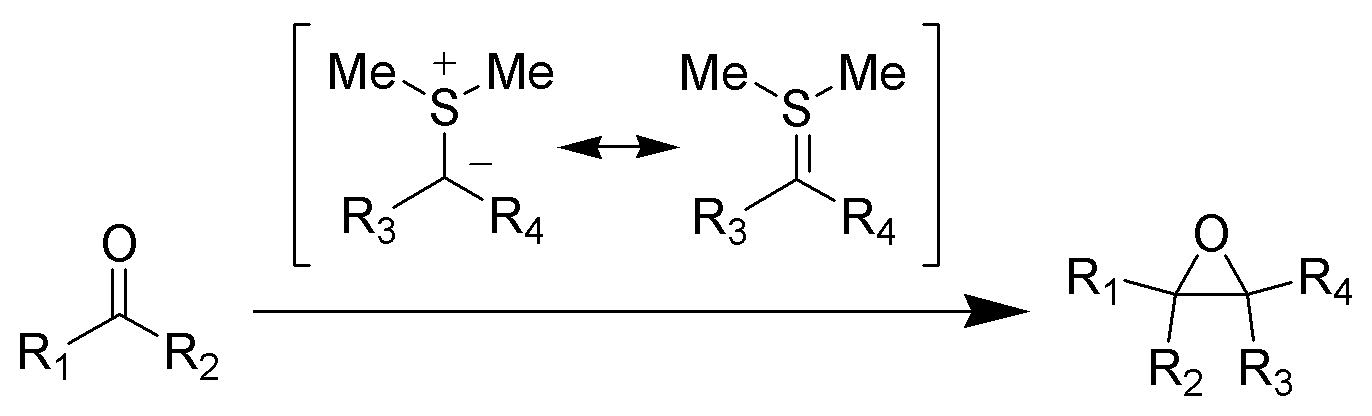
コーリー・チャイコフスキー反応では硫黄イリドを用いる。

リン以外の原子種の一般的なイリドとしてスルホニウムイリド (sulfonium ylides, R1R2S+−C−R3R4）とスルホキソニウムイリド (sulfoxonium ylides, R1R2S+(=O)−C−R3R4) が知られており、いずれも相当するスルホニウム、スルホキソニウム化合物に強塩基を作用させることで合成される。カルボニル化合物からエポキシドを生成するコーリー・チャイコフスキー試薬の実体である。

## 窒素イリド
アゾメチンイリド (azomethine ylides, R1R2C=N+(R3)−C−R4R5) のような、窒素塩基イリドも存在する。
アゾメチンイリド化合物はイミニウムイオンに隣接したカルボアニオンとみなすことができ、置換基 R4, R5 は多くの場合電子求引基である。アゾメチンイリドは α-アミノ酸とアルデヒドを脱水縮合させるか、N 置換アジリジンの環を熱開環させて発生させる。
多くのイリドは 1,3-双極子付加反応の 1,3-双極子分子種として利用される。アゾメチンイリドは、フラーレンとのプラトー反応の双極子分子種として利用されている。